# Randolph Mantooth

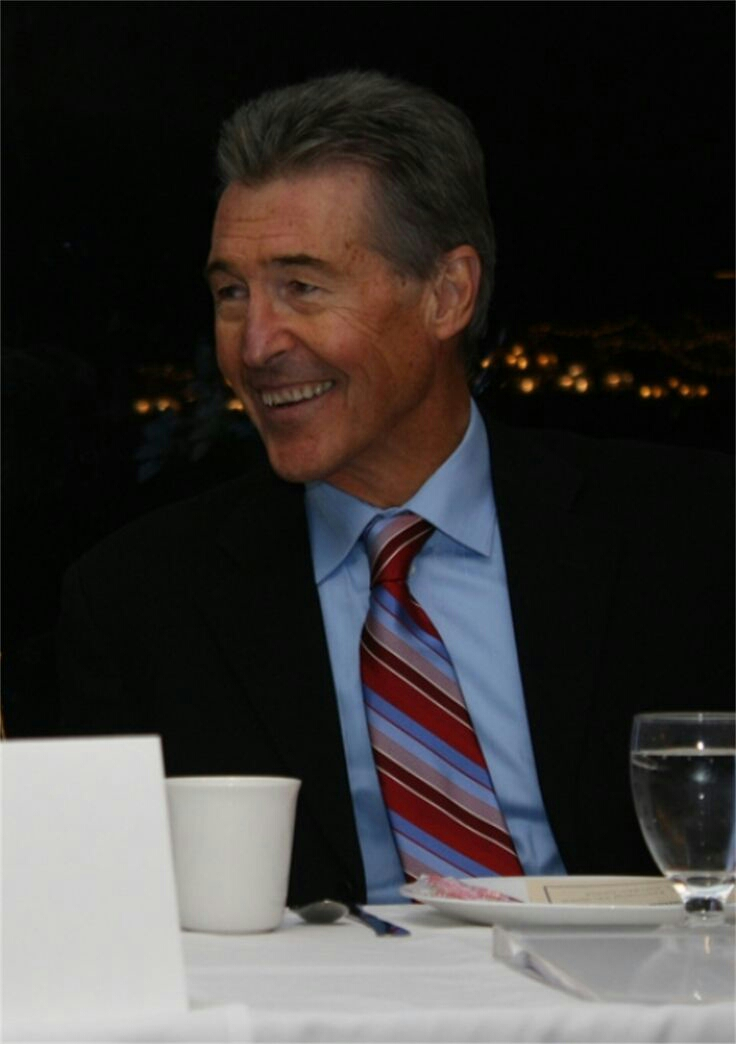
Randolph Mantooth (2014)

Randolph „Randy“ Mantooth (* 19. September 1945 in Sacramento, Kalifornien) ist ein US-amerikanischer Schauspieler.

## Leben
Randolph Mantooth wuchs gemeinsam mit seinem Bruder Donald sowie seinen beiden Schwestern Nancy und Tonya als Sohn einer Deutschen und eines indianischen Vaters auf. Durch den Beruf seines Vaters als Bauarbeiter musste Mantooth in seiner Jugendzeit sehr häufig von einer Stadt in die nächste ziehen, lernte hierbei allerdings schon früh, viele verschiedene Akzente zu sprechen. Mantooth besuchte zunächst die San Marcos High School in Santa Barbara, wo er an einigen Aufführungen des Schultheaters mitwirkte, und nahm bereits während seiner folgenden Zeit am Santa Barbara City College Schauspielunterricht.
Im Anschluss studierte er an der American Academy of Dramatic Arts in New York und erlernte dort neben der Schauspielerei auch Fechten, Ballett und Mimik. Berühmte Klassenkameraden waren u. a. Kate Jackson (Drei Engel für Charlie) und Joe Regalbuto (Street Hawk). Während dieser Zeit lebte Mantooth in der Madison Avenue Babtist Church und arbeitet hier nebenbei als Nachtwächter.
Mantooth war von 1978 bis 1991 mit der Schauspielerin Rosemarie Parra verheiratet. Die Ehe wurde geschieden. Seit 2002 ist Mantooth in zweiter Ehe mit Kristen Connors verheiratet. Trauzeuge war Serienkollege Kevin Tighe.
Mantooth engagiert sich in seiner Freizeit für kranke Kinder sowie für das Feuerwehr- und Rettungswesen und tourt als Sprecher für die Feuerwehr und Medizinische Veranstaltungen durch die USA.

## Karriere
Während seiner Collegezeit spielte Randolph Mantooth in der Theateraufführung Philadelphia Here I Come mit und wurde für seine Performance mit dem Charles Jehlenger Award ausgezeichnet. Hierbei fiel er Talentscouts der Universal Studios auf, so dass ihm schließlich ein Vertrag angeboten wurde. Es folgten kleine Rollen in Fernsehfilmen und Serien wie Adam-12 und The Bold Ones, wo er Robert A. Cinader, den späteren Produzenten von Notruf California überzeugte. Cinader sah in Mantooth die ideale Besetzung für die Rolle des Feuerwehrmanns John Gage, die Mantooth sieben Jahre lang an der Seite von Kevin Tighe, Bobby Troup, Julie London und Robert Fuller ausfüllte und dadurch zu einem Teen-Idol der 1970er Jahre wurde. In den 1980er Jahren war Mantooth ein gern gesehener Gaststar in Fernsehserien wie Love Boat, Ein Colt für alle Fälle, Drei Engel für Charlie oder Dallas, ehe er in New York die Rolle des Clay Alden in der Soap Loving übernahm. 1993 stieg Mantooth aus der Serie aus, um einen Vertrag für die Serie General Hospital anzunehmen und nebenbei auch auf die Theaterbühnen am Broadway zurückzukehren. 1995 kehrte er allerdings wieder zu Loving zurück. Bis heute spielt Mantooth in diversen Filmen, Serien und Theaterstücken mit, inszeniert letztere zum Teil auch selbst. Darüber hinaus hat Mantooth mittlerweile die Arbeiten am Drehbuch The Bone Game fertiggestellt und arbeitet aktuell am Serienprojekt USAR-1. In dieser Serie, in der es wie schon bei Notruf California um das Rettungswesen und das Los Angeles Fire Department geht, will Mantooth nicht nur selbst spielen, sondern die Serie auch produzieren und Regie führen.

## Filmografie (Auswahl)

### Filme
- 1971: Beginn einer Ehe (Marriage: Year One)
- 1985: Der Schrecken der London Bridge (Terror Of The London Bridge)
- 1991: Under Cover 2 – Operation C-Waffe (Before the Storm)
- 1999: Enemy Action
- 2000: Time Share – Doppelpack im Ferienhaus (Time Share)
- 2001: Agent Red – Ein tödlicher Auftrag (Agent Red)
- 2006: Price to Pay
- 2007: Die Feuerschlange (Fire Serpent)
- 2007: Amok – He Was a Quiet Man (He Was a Quiet Man)
- 2008: Flowers and Weeds (Kurzfilm)
- 2009: Bold Native
- 2013: Killer Holiday

### Serien
- 1970–1971: Ein Sheriff in New York (McCloud, Folgen 1x01, 2x04)
- 1971: Alias Smith und Jones (Alias Smith and Jones, Folge 1x09)
- 1971: Die Leute von der Shiloh Ranch (The Virginian, Folge 9x21)
- 1971–1972: Adam-12 (Folgen 3x25, 5x04)
- 1972–1979: Notruf California (Emergency!, 131 Folgen)
- 1978–1981: Vegas (Vega$, Folgen 1x11, 3x21)
- 1979: Love Boat (The Love Boat, Folge 2x17)
- 1979: Kampfstern Galactica (Battlestar Galactica, Folge 1x17)
- 1980: Drei Engel für Charlie (Charlie’s Angels, Folge 5x04)
- 1981–1983: Fantasy Island (Fantasy Island, Folgen 4x20, 6x20)
- 1983–1986: Ein Colt für alle Fälle (The Fall Guy, Folgen 3x11, 4x12, 5x14)
- 1984: Dallas (Folge 8x04)
- 1985: Mord ist ihr Hobby (Murder, She Wrote, Folge 2x11)
- 1988: L.A. Law – Staranwälte, Tricks, Prozesse (L.A. Law, Folge 3x05)
- 1991: MacGyver (Folge 7x04)
- 1992: Baywatch – Die Rettungsschwimmer von Malibu (Baywatch, Folge 3x11)
- 1997: JAG – Im Auftrag der Ehre (JAG, Folge 3x09)
- 1997: Walker, Texas Ranger (Folge 6x10)
- 1997: Diagnose: Mord (Diagnosis Murderer, Folge 5x03)
- 1997–2007: Liebe, Lüge, Leidenschaft (One Life to Live, 11 Folgen)
- 1998: Ein Wink des Himmels (Home of the Brave Promised Land, Folge 2x20)
- 1999: Emergency Room – Die Notaufnahme (ER, Folge 6x22)
- 2004–2005: Jung und Leidenschaftlich – Wie das Leben so spielt (As the World Turns, 28 Folgen)
- 2009: Criminal Minds (Folge 4x14)
- 2010: Ghost Whisperer – Stimmen aus dem Jenseits (Ghost Whisperer, Folge 5x21)
- 2011: Sons of Anarchy (Folgen 4x01, 4x03)